# Dioscorea schimperiana
Dioscorea schimperiana là một loài thực vật có hoa trong họ Dioscoreaceae. Loài này được Hochst. ex Kunth mô tả khoa học đầu tiên năm 1850.